# 1947年の日本
1947年の日本（1947ねんのにほん）では、1947年（昭和22年）の日本の出来事・流行・世相などについてまとめる。

## 他の紀年法
日本では、西暦の他にも以下の紀年法を使用している。なお、以下の紀年法は西暦と月日が一致している。
- 元号
  - 昭和22年
- 神武天皇即位紀元
  - 皇紀2607年
- 干支
  - 丁亥（ひのと い）

## 在職者
- 連合国軍最高司令官総司令部: ダグラス・マッカーサー
- 天皇: 裕仁
- 内閣総理大臣:
  - 1月1日から5月24日まで吉田茂（日本自由党）
  - 5月24日から12月31日まで片山哲（日本社会党）
- 内閣書記官長:
  - 1月1日から5月2日まで林譲治（日本自由党）
- 内閣官房長官: 
  - 5月3日から5月24日まで林譲治（日本自由党）
  - 6月1日から12月31日まで西尾末廣（日本社会党）
- 大審院長: 
  - 1月1日からまで8月3日まで細野長良
- 最高裁判所長官:
  - 8月4日から12月31日まで三淵忠彦
- 衆議院議長:
  - 1月1日から3月31日まで山崎猛（日本自由党）
  - 5月21日から12月31日まで松岡駒吉（日本社会党）
- 貴族院議長:
  - 1月1日から5月2日まで徳川家正（火曜会）
- 参議院議長:
  - 5月20日から12月31日まで松平恆雄（緑風会）
- 国会: 第1回（特別会:5月20日 - 12月9日）、第2回（常会: 12月10日 - 1948年7月5日）

## できごと

### 1月
- 1月1日 - 吉田首相が年頭の辞放送にて労働運動指導者（ナショナルセンターの委員長）を「不逞の輩」と非難し問題化。
- 1月4日
  - 公職追放令改正（追放対象が財界・言論界・地方公職に拡大）
  - 箱根駅伝が復活
  - 運輸省鉄道総局、石炭事情悪化のため急行列車・準急列車を全廃。また2等車の連結も停止
- 1月7日 - 日本正教会（後の日本ハリストス正教会）がロシア正教からギリシャ正教に転向
- 1月16日 - 皇室典範・皇室経済法公布
- 1月20日 - 学校給食開始
- 1月21日 - 璽光尊事件（新宗教の璽光尊・双葉山・呉清源らが逮捕）
- 1月24日 - GHQ: 不急品の製造を禁止
- 1月30日 - 手塚治虫の描きおろし漫画「新宝島」出版。
- 1月31日 - GHQ：全官公庁労組拡大共同闘争委員会（自治労の前身）の宣言した2月1日のゼネラル・ストライキが、ダグラス・マッカーサーの命令で中止となった。（二・一ゼネスト）[1]

### 2月
- 2月5日 - 「立春に卵が立つ」と話題になる（東京気象台でも実験に成功）
- 2月12日
  - 京都石清水八幡宮で火災、国宝絵巻物焼失
  - 日本ペンクラブ再建（会長志賀直哉）
- 2月15日 - 家督相続税廃止、贈与税新設
- 2月18日 - 東京で22歳の女性が野犬に食い殺される
- 2月20日 - GHQ: 輸出品に製造国名記載を命令 (Made in Occupied Japan)
- 2月24日
  - 参議院議員選挙法公布施行
  - 玉川大学（文学部・農学部）開校（大学令による最後の旧制大学）
- 2月25日 - 八高線高麗川駅付近で列車が転覆（死者185名、重軽傷498名：八高線列車正面衝突事故）

### 3月
- 3月1日 - 国鉄運賃値上げ（旅客1.25倍、貨物2倍）
- 3月8日 - 東宝第三労組員らが新東宝設立
- 3月11日 - GHQ: ドル換算率を15円から50円に引上げ
- 3月13日 - 華族世襲財産法廃止公布
- 3月15日
  - 東京都が35区制から22区制に移行（8月には板橋区から練馬区を分区し23区制に）
  - 百田駐在所巡査殉職事件、山梨県で刑事を名乗る朝鮮人男が拳銃で巡査を射殺
- 3月17日 - マッカーサーが初めての記者会見
- 3月20日 - GHQ: 学士相当の全技術の英文履歴書提出を指示
- 3月21日 - 中山競馬場再開
- 3月22日 - 日本の国鳥をキジに決定
- 3月31日
  - 衆議院解散（新憲法解散、帝国議会終幕）- 衆議院議員選挙法公布
  - 教育基本法（旧）施行
  - 民主党結成（総裁芦田均）

### 4月
- 4月1日 - 学校教育法施行（六三三学制発足）
- 4月5日 - 第1回知事・市町村長選挙（初の婦人村長4名が誕生）。日本国憲法の施行に合わせ、地方首長選が行われた。[2]
- 4月7日 - 労働基準法公布（施行9月1日）
- 4月8日 - 職業安定所設置
- 4月14日 - 私的独占の禁止及び公正取引の確保に関する法律公布（7月20日施行）
- 4月17日
  - 地方自治法公布
  - 佐渡両津町で大火（420戸焼失）
- 4月20日
  - 第1回参議院議員通常選挙
  - 長野県飯田市で大火（4,000戸焼失）
- 4月22日 - NHK『街頭録音』で藤倉修一が有楽町の街娼（パンパン）を取材放送し話題となる
- 4月23日 - フラナガン神父来日
- 4月24日 - 東海道線と山陽線に急行列車が復活

- 4月25日 - 日本国憲法の施行に合わせ、第23回衆議院議員総選挙が行われた。[2]
- 4月29日 - 茨城県那珂湊市で大火（1,500戸焼失）
- 4月30日 - 国立国会図書館法公布

### 5月
- 5月1日
  - 昭和天皇が初の記者会見
  - 中央気象台松代分室（現・気象庁松代地震観測所）開設
- 5月2日
  - 最後の勅令「外国人登録令」（昭和22年勅令第207号）公布
  - 皇族会議、枢密院、宮内省、行政裁判所、貴族院など廃止
- 5月3日
  - 日本国憲法施行された。[3]
  - 皇室典範、皇室経済法、内閣法、請願法、恩赦法、裁判所法、検察庁法、地方自治法、日本国憲法施行の際現に効力を有する命令の規定の効力等に関する法律、会計検査院法、国会法など施行
  - 最高裁判所、総理庁、宮内府、検察庁など発足
  - 最初の政令「皇統譜令」（昭和22年政令第1号）公布（同日中に、計37本の政令を公布）
- 5月7日 - 第一産業（後のデオデオ、現在のエディオン）設立
- 5月8日 - 福音電機（後のパイオニア）設立
- 5月13日 - 簡易裁判所開設（全国557カ所）
- 5月16日 - 北海道春別で大火（1400戸焼失）
- 5月17日
  - 京都智積院で火災、国宝など焼失
  - 石橋湛山蔵相が公職追放
- 5月20日
  - 第1特別国会召集（〜12月9日）
  - 第1次吉田内閣総辞職
- 5月23日 -片山哲が内閣総理大臣指名選挙の結果、内閣総理大臣になる（就任は翌日）。[4]
- 5月25日 - 紀伊國屋書店（新宿）完成
- 5月26日 - 阿蘇山が爆発
- 5月29日 - 第1回女流文学者賞（平林たい子『かういふ女』）
- 5月31日 - 戦災諸国救済援助法（通称「ポストUNRRA援助法」）成立[5]

### 6月
- 6月1日 - 片山内閣成立
- 6月3日 - 文部省が学校における宮城遙拝・天皇陛下万歳・神格化表現の停止などを通達
- 6月4日 - 昭和天皇が関西を巡幸（〜15日）
- 6月7日 - ハウス食品（当時の社名は浦上糧食工業所）設立
- 6月8日
  - 大阪府岸和田市の演芸会で屋根が落下（70名圧死）
  - 日本教職員組合（日教組）結成
- 6月9日 - 全国紙で新聞連載小説再開 - 石坂洋次郎『青い山脈』連載開始
- 6月11日 - 若い力 (国民体育大会歌)の歌詞発表
- 6月18日 - 小平事件の小平義雄に死刑判決
- 6月23日
  - 神奈川税務署員殉職事件発生
  - 第1回国会開会[6]
- 6月27日
  - 片山内閣、内務省解体を閣議決定[7]
  - 夏目漱石の遺族が「漱石全集」など28種の商標登録を出願し問題化
- 6月28日 - 参議院で参議院規則、衆議院で衆議院規則をそれぞれ議決
- 6月30日 - 横浜正金銀行閉鎖（東京銀行に資金移転）

### 7月
- 7月1日 - 公正取引委員会設置
- 7月3日 - GHQ: 財閥解体の一環として三井物産・三菱商事の解体を要求
- 7月4日 - 旧日本海軍所属航空戦艦『伊勢』解体完了
- 7月5日 - ラジオドラマ『鐘の鳴る丘』放送開始
- 7月6日 - 国鉄貨物運賃値上げ（3.5倍）
- 7月7日 - 国鉄旅客運賃値上げ（3.5倍）
- 7月9日
  - 三笠宮崇仁親王の岳父、高木正得元子爵が自殺（華族の没落が話題に）
  - 7月9日 - 読売ジャイアンツが腸チフスで死去した黒沢俊夫の4、1944年に戦死した沢村栄治の背番号14を、日本球界初の永久欠番に制定する。
- 7月10日 - 登呂遺跡発掘開始
- 7月12日 - 藤原歌劇団が「タンホイザー」を日本初演
- 7月14日 - 大同生命保険が相互会社として再発足
- 7月20日 - 私的独占の禁止及び公正取引の確保に関する法律全面施行
- 7月21日 - 軍国調銅像の取壊しが始まる（第1号は萬世橋の廣瀬中佐と杉野兵曹長の像）
- 7月28日 - 民衆藝術劇場（後の劇団民藝）結成（滝沢修、森雅之、宇野重吉ら）

### 8月
- 8月1日 - 枚方町が大阪府下12番目に市制施行し枚方市となる。
- 8月4日 - 最高裁判所発足[8]（初代長官三淵忠彦）
- 8月5日 - 昭和天皇が関西を巡幸（〜8月19日）
- 8月7日 -日本選手権水泳競技大会が開催され、大会中に古橋廣之進が400メートル自由形で4分38秒4の記録を達成する。[9]
- 8月9日 - 水泳の古橋廣之進選手が水泳日本選手権の水泳400メートル自由形で世界新記録。“フジヤマのトビウオ”と呼ばれることとなる。
- 8月10日 - 逓信省が1円切手・往復葉書を発売
- 8月11日 - 参議院が姦通罪廃止について公聴会を開催
- 8月14日 - 浅間山大爆発（登山者20名焼死）
- 8月15日 - 対日民間貿易が再開された。[10]
- 8月21日 - NHK金沢放送局でラジオ第2放送が開局
- 8月22日 - GHQ: 追放教員11万人を発表

### 9月
- 9月1日
  - 労働省発足
  - 日立電鉄大甕駅 - 鮎川駅間が開業。
- 9月3日 - 東京井の頭公園の井戸で米軍の時限爆弾が発見、処理中に爆発
- 9月8日 - 福岡県若松市の高松炭鉱で爆発事故（死者6名）
- 9月10日 - 津別事件
- 9月14日 - カスリーン台風が上陸し、大水害をもたらした[11]。
- 9月15日 - 台風で関東地方大水害、1910年以来初めて利根川が決壊（死者行方不明2千名、家屋全壊流失6千戸）。荒川も決壊した。
- 9月17日 - 利根川水域大洪水に米軍の救助艇が出動しパラシュートで食料投下、東京都内にも濁流が襲う
- 9月18日 - 台風による国鉄の被害発表（鉄橋流失40、復旧に2年見通し）
- 9月19日
  - GHQ: 政府と暗黒街の結託を警告
  - 東京足立区東部、葛飾区の全域・江戸川区のほぼ全域が水侵し。激流が南下
  - 初めての最高裁判所規則「裁判所公文方式規則」（昭和22年最高裁判所規則第1号）を制定
- 9月20日 - 昭和天皇が寺崎英成を介してアメリカ合衆国による沖縄統治を望むとする内容のメッセージを発する
- 9月24日 - 江戸川区の水害地に小舟を使用した窃盗海賊が出没、警視庁が監視を開始

### 10月
- 10月1日 - 臨時国勢調査（人口7,810万1,473人）
- 10月2日 - 皇室経済法施行法公布
- 10月4日 - 日本占領の英国軍が引揚げを発表
- 10月10日 - キーナン判事が「天皇と実業家に戦争責任はない」と言明
- 10月11日 - 山口良忠判事が配給食糧による生活を守り栄養失調で死亡
- 10月12日 - NHK「日曜娯楽版」放送開始
- 10月13日 - 初めて皇室会議を開催
- 10月14日
  - 秩父宮・高松宮・三笠宮の3直宮家を除く11宮家51人の皇族が皇籍離脱
- 10月15日 - 復員庁廃止
- 10月17日 - 下関市長府町で大火（700戸焼失）
- 10月18日 - 災害救助法 公布
- 10月20日 - 尾花沢派出所襲撃事件、山形県でヤミ米摘発に反発し派出所襲撃
- 10月21日 - 国家公務員法公布
- 10月26日 - 刑法改正公布（不敬罪・姦通罪の廃止など）

### 11月
- 11月1日
  - NHK「二十の扉」放送開始
  - 臨時人事委員会（人事院の前身）設置
- 11月4日 - 池袋診療所強盗殺人事件
- 11月8日 - 道路交通取締法公布
- 11月14日 - 倉敷天文台の本田実が戦後初めて彗星を発見
- 11月17日 - 神奈川県逗子の進駐軍兵器部隊で弾薬庫が爆発、住民が避難
- 11月20日 - 京都市の花札製造業者である山内房治郎商店（代表・山内積良）が会社化され株式会社丸福として設立される（現在の任天堂）。
- 11月20日 - 東京ラグビー場（後の秩父宮ラグビー場）完成
- 11月25日
  - 第1回共同募金開始
  - 小本線押角駅 - 宇津野駅間延伸開業。
- 11月30日
  - 職業安定法公布
  - 旧日本海軍所属航空母艦『葛城 (空母)』解体完了

### 12月
- 12月1日
  - 100万円宝くじ発売（即日完売）
  - 失業手当法・失業保険法施行
- 12月4日 - 帝国図書館・帝国学士院・帝国芸術院がそれぞれ国立図書館・日本学士院・日本芸術院と改称
- 12月7日 - 第1回金栗賞朝日マラソンが熊本市で開催
- 12月10日 - 第2国会召集（〜1948年7月5日閉会）
- 12月12日
  - 児童福祉法公布
  - 会津線会津田島駅 - 荒海駅間が延伸開業。
- 12月13日 - GHQ: 民間商社の外国支店を禁止
- 12月14日 - 警察法公布（民主化・地方分権）
- 12月20日 - 臨時石炭鉱業管理法が成立した。[12]
- 12月22日 - 民法改正公布。戸籍の構成単位が家から夫婦へ変わり、結婚した際に妻が相手の家の戸籍に入籍する制度ではなくなった。
- 12月27日 - 鉄道連隊演習線の跡地を利用し新京成電鉄が開業（最初の開業区間は新津田沼駅 - 薬園台駅間）。
- 12月31日 - 内務省、戦災復興院廃止

### 日付不詳
- 日本ペンクラブが国際ペンクラブに復帰

## 社会

### 政治
- 経済安定本部に隠退蔵物資等処理委員会が設けられた。[13]

### 教育
- 学校教育において、6・3・3・4制が開始された。（[6・3制]）[14]

## 芸術、文化、ファッション
- 1947年のスポーツ
  - 大相撲（幕内最高優勝）
    - 夏場所 羽黒山政司
    - 秋場所 羽黒山政司
- 1947年の文学
  - 芥川賞 中断
  - 直木賞 中断
  - ベストセラー
    - 三木清『哲学ノート』
    - 永井荷風『荷風日記』
- 1947年の映画
  - 素晴らしき日曜日（監督：黒澤明）
  - 戦争と平和
  - 安城家の舞踏会（監督：吉村公三郎、脚本：新藤兼人、主演：原節子）

## 誕生

### 1月
- 1月2日 - 菱川章、プロ野球選手
- 1月3日 - 福本万一郎、プロ野球選手
- 1月3日 - 細田正彦、プロ野球選手
- 1月5日 - 石川好、ノンフィクション作家
- 1月5日 - 高田美和、女優
- 1月8日 - 寺田千代乃、実業家、アート引越センター創業者
- 1月9日 - 岸部一徳、俳優
- 1月10日 - 谷畑孝、政治家
- 1月11日 - 穀田恵二、政治家
- 1月12日 - 橋本大二郎、高知県知事
- 1月16日 - 加藤哲郎、政治学者
- 1月17日 - 吉岡一男、天文学者
- 1月17日 - 加藤主税、言語学者
- 1月18日 - 衣笠祥雄、元プロ野球選手（+ 2018年）
- 1月18日 - ビートたけし、映画監督、コメディアン
- 1月18日 - 鈴木誠一、声優（+ 1997年）
- 1月19日 - 田子冬樹、調教師
- 1月21日 - 高田純次、俳優、タレント
- 1月22日 - 星野仙一、元プロ野球選手・元プロ野球監督・野球解説者（+ 2018年）
- 1月22日 - 帚木蓬生、小説家・精神科医
- 1月23日 - 片岡建、プロ野球選手
- 1月24日 - 尾崎将司、プロゴルファー、プロ野球選手
- 1月24日 - 大森庸雄、音楽評論家・ラジオパーソナリティ
- 1月24日 - 桜井昌司、社会運動家
- 1月25日 - 山口豪久（山口暁）、俳優（+ 1986年）
- 1月26日 - 田中亮一、声優
- 1月29日 - 成毛滋、ミュージシャン（+ 2007年）
- 1月30日 - 中川イサト、ミュージシャン
- 1月31日 - 加古隆、作曲家・ピアニスト
- 1月31日 - 岡田広、政治家

### 2月
- 2月1日 - 小川邦和、元プロ野球選手
- 2月1日 - 梅田邦三、元プロ野球選手
- 2月5日 - 西郷輝彦、俳優・歌手（+ 2022年）
- 2月5日 - 弘田三枝子、歌手
- 2月5日 - 小林正之、元プロ野球選手
- 2月6日 - 泉晶子、女優・声優
- 2月9日 - 池島和彦、元プロ野球選手
- 2月9日 - 松本めぐみ、元女優
- 2月10日 - 円より子、政治家
- 2月11日 - 鳩山由紀夫、政治家
- 2月11日 - 松岡きっこ、女優・タレント
- 2月12日 - おばあちゃん、お笑い芸人
- 2月13日 - 松原敏春、脚本家（+ 2001年）
- 2月18日 - 奥村チヨ、歌手
- 2月20日 - 広瀬宰、元プロ野球選手（+ 1999年）
- 2月21日 - 愛田健二、歌手
- 2月21日 - 井上順、俳優、歌手
- 2月22日 - 吉川惣司、アニメ監督、脚本家、アニメーター、舞台演出家
- 2月24日 - 林ゆたか、ミュージシャン（ヴィレッジ・シンガーズ）・俳優
- 2月26日 - 藤田訓弘、元プロ野球選手
- 2月27日 - 杉本康雄、みちのく銀行頭取
- 2月27日 - 水沼四郎、元プロ野球選手
- 2月28日 - 中村国昭、元プロ野球選手

### 3月
- 3月1日 - 末成映薫、喜劇女優
- 3月2日 - 三遊亭小遊三、落語家
- 3月2日 - みなもと太郎、漫画家（+ 2021年）
- 3月3日 - 黒土三男、脚本家・映画監督（+ 2023年）
- 3月5日 - 栗原はるみ、料理研究家
- 3月5日 - 湯原昌幸、歌手、俳優、タレント
- 3月6日 - キラー・カーン、プロレスラー
- 3月6日 - 宮本輝、作家
- 3月7日 - 牧田吉明、新左翼活動家
- 3月7日 - 槇みちる、元アイドル
- 3月7日 - 佐々木力、科学史学者（+ 2020年）
- 3月11日 - 市原稔、元プロ野球選手
- 3月14日 - 相原久美子、政治家
- 3月17日 - 四宮正貴、著述家、「四宮政治文化研究所」代表（+ 2021年）
- 3月20日 - 景山民夫、作家（+ 1998年）
- 3月20日 - 大悟法久志、高校野球指導者（+ 2011年）
- 3月21日 - 加藤和彦、音楽プロデューサー、作曲家（+ 2009年）
- 3月21日 - 平野レミ、シャンソン歌手、料理研究家
- 3月21日 - 原憲彦、日本一まずいラーメン屋としてマスメディアに取り上げられたラーメン彦龍の店主 （+ 2015年）
- 3月22日 - 真島茂樹、ダンサー・俳優・歌手（+ 2024年）
- 3月23日 - 鳥塚しげき、ミュージシャン（ザ・ワイルドワンズ等）
- 3月24日 - 梶芽衣子、女優
- 3月26日 - 寺田陽次郎、レーシングドライバー
- 3月27日 - 阿部成宏、元プロ野球選手
- 3月27日 - 大隅正人、元プロ野球選手
- 3月27日 - 左時枝、女優
- 3月28日 - 会田洋、柏崎市長
- 3月28日 - 高田ひろお、作詞家、絵本作家、脚本家
- 3月30日 - 津島佑子、作家（+ 2016年）
- 3月31日 - 坂井建、日本鉄道建設公団理事、大蔵官僚（+ 2002年）
- 3月31日 - 杉本一文、イラストレーター、版画家

### 4月
- 4月4日 - あき竹城、女優（+ 2022年）
- 4月6日 - 伊東ゆかり、歌手
- 4月8日 - 生田悦子、女優（+ 2018年）
- 4月8日 - 千昌夫、歌手
- 4月9日 - 飯田幸夫、元プロ野球選手
- 4月10日 - 樫出三郎、プロ野球選手
- 4月10日 - 福嶋久晃、元プロ野球選手
- 4月12日 - 得津高宏、元プロ野球選手
- 4月14日 - 倉田晃、プロ野球選手
- 4月15日 - 渋谷幸春、元プロ野球選手
- 4月15日 - 衛藤雅登、プロ野球選手
- 4月16日 - 伊奈かっぺい、マルチタレント
- 4月17日 - 野崎恒男、元プロ野球選手
- 4月17日 - 吉川和男、プロ野球選手
- 4月17日 - 若松勉、元プロ野球選手、元プロ野球監督、野球解説者
- 4月19日 - 小室光男、プロ野球選手
- 4月24日 - 大野勢太郎、アナウンサー
- 4月24日 - 山中正竹、元野球選手
- 4月25日 - 安田猛、元プロ野球選手
- 4月26日 - 浜村孝、元プロ野球選手
- 4月27日 - 柴俊夫、俳優
- 4月28日 - 植原修平、プロ野球選手

### 5月
- 5月2日 - 岸勝之、元プロ野球選手
- 5月3日 - 荒川尭、元プロ野球選手
- 5月3日 - 福島信晴、日本中央競馬会調教師
- 5月4日 - 林千代作、元プロ野球選手
- 5月5日 - Dr.コパ、建築家
- 5月5日 - 佐藤道郎、元プロ野球選手
- 5月5日 - 伴大介、俳優
- 5月7日 - 佐々木剛、俳優
- 5月7日 - 前田睦彦、元スピードスケート選手
- 5月8日 - 山崎力、政治家
- 5月9日 - 岩崎良夫、プロ野球選手
- 5月10日 - 山本寛、元プロ野球選手
- 5月10日 - 山口果林、女優
- 5月11日 - 藤原誠、歌手（+ 没年不明）
- 5月16日 - 信澤三惠子、女優、声優
- 5月17日 - 北角富士雄、プロ野球選手（+ 2008年）
- 5月18日 - 寺尾聰、俳優、歌手
- 5月19日 - 西沢正次、元プロ野球選手
- 5月21日 - 武原英子、女優（+ 1996年）
- 5月21日 - 西村俊二、プロ野球選手（+ 2015年）
- 5月21日 - 松山政路、俳優
- 5月22日 - 小田義人、元プロ野球選手
- 5月22日 - 西山敏明、プロ野球選手
- 5月22日 - 水谷勇、プロ野球選手（+ 没年不明）
- 5月24日 - 小松健二、元プロ野球選手
- 5月25日 - 小倉智昭、アナウンサー
- 5月27日 - 植田まさし、漫画家
- 5月27日 - 薩摩剣八郎、スーツアクター
- 5月28日 - はるき悦巳、漫画家
- 5月30日 - 橘修、プロ野球審判員

### 6月
- 6月2日 - 石崎一夫、プロ野球選手
- 6月5日 - 会田照夫、元プロ野球選手
- 6月5日 - 松本幸行、元プロ野球選手
- 6月9日 - 六本木じろう、実業家・歌手
- 6月10日 - 五十嵐一、中東・イスラーム研究者（+ 1991年）
- 6月10日 - くず哲也、タレント・ラジオパーソナリティ（+ 2021年）
- 6月10日 - ひし美ゆり子、女優
- 6月11日 - 鳥谷元、プロ野球選手
- 6月11日 - 林家小染 (4代目)、落語家（+ 1984年）
- 6月13日 - 木樽正明、元プロ野球選手
- 6月13日 - 佐藤竹秀、元プロ野球選手（+ 2001年）
- 6月14日 - 三田明、歌手・俳優
- 6月14日 - 宮内洋、アクション俳優
- 6月16日 - 武論尊（史村翔）、漫画原作者
- 6月17日 - 今くるよ、漫才師（+ 2024年）
- 6月17日 - 細川興一、日本政策金融公庫総裁、財務事務次官
- 6月17日 - 和田正道、調教師
- 6月18日 - 中西輝政、国際政治学者
- 6月21日 - 秋元順子、歌手
- 6月21日 - 落合勤一、プロ野球選手（+ 2011年）
- 6月21日 - 山崎哲、劇作家・評論家
- 6月24日 - 川崎義通、プロ野球選手
- 6月24日 - 上甲正典、高校野球指導者（+ 2014年）
- 6月25日 - 本宮ひろ志、漫画家
- 6月26日 - 梅田穰、政治家
- 6月30日 - 岡正光、プロ野球選手
- 6月30日 - 南伸坊、イラストレーター

### 7月
- 7月1日 - 星野一義、元レーシングドライバー
- 7月2日 - 三原昌平、プロダクトデザイナー
- 7月6日 - 上田次朗、元プロ野球選手
- 7月7日 - 岩崎俊一、コピーライター（+ 2014年）
- 7月7日 - 北村直人、元衆議院議員
- 7月7日 - 浜口政信、元プロ野球選手
- 7月8日 - 牧憲二郎、プロ野球選手
- 7月9日 - 中山史郎、テレビディレクター、演出家（+ 2018年）
- 7月9日 - 細野晴臣、ミュージシャン
- 7月11日 - 西尾三枝子、女優
- 7月12日 - 荒俣宏、小説家・翻訳家
- 7月14日 - 島津ゆたか、歌手
- 7月15日 - 石塚雅二、プロ野球選手
- 7月19日 - 天木直人、作家、元外交官
- 7月19日 - 宮塚利雄、山梨学院大学教授
- 7月19日 - 安岡力也、俳優（+ 2012年）
- 7月20日 - 津島勝、映画監督（+ 2011年）
- 7月21日 - 日吉ミミ、歌手（+ 2011年）
- 7月22日 - 江本孟紀、元プロ野球選手、野球解説者
- 7月23日 - 井崎脩五郎、競馬評論家
- 7月23日 - 石井利枝、ボウリング選手
- 7月23日 - 田上一秀、プロ野球選手
- 7月24日 - 井上義久、政治家
- 7月24日 - 木森敏之、作曲家（+ 1988年）
- 7月26日 - 松岡弘、元プロ野球選手・野球解説者
- 7月27日 - 三浦和義、実業家・タレント・作家（+ 2008年）
- 7月28日 - 原田治明、プロ野球選手
- 7月29日 - 安奈淳、女優
- 7月29日 - せんだみつお、タレント
- 7月29日 - 西村秀一、プロ野球選手
- 7月30日 - 古賀一成、政治家
- 7月30日 - 西岸良平、漫画家
- 7月30日 - 外山義明、元プロ野球選手（+ 1991年）
- 7月31日 - 和泉雅子、女優・冒険家（+ 2025年）
- 7月31日 - 山崎照朝、空手家・元キックボクサー・国際武道空手連盟逆真会館館長・格闘技評論家 （+ 2025年）

### 8月
- 8月1日 - 豊田憲司、プロ野球選手
- 8月1日 - 豊永隆盛、プロ野球選手
- 8月3日 - 谷村智啓、プロ野球選手
- 8月5日 - 宇佐美敏晴、プロ野球選手（+ 2018年）
- 8月5日 - 熊谷俊範、実業家（+ 2010年）
- 8月6日 - 高橋克彦、小説家
- 8月6日 - 山崎洋子、作家
- 8月7日 - 伊藤正信、プロ野球選手
- 8月10日 - 平松一夫、会計学者（+ 2020年）
- 8月11日 - 木村夏江、女優
- 8月11日 - 寺島実郎、経済学者
- 8月12日 - 鎌野裕、プロ野球選手
- 8月13日 - 松林茂、元プロ野球選手
- 8月14日 - 片桐竜次、俳優
- 8月14日 - 谷口ジロー、漫画家（+ 2017年）
- 8月15日 - 目黒祐樹、俳優
- 8月17日 - 川藤龍之輔、元プロ野球選手
- 8月21日 - 稲川淳二、タレント
- 8月21日 - 盛田嘉哉、元プロ野球選手
- 8月21日 - 矢野間啓治、俳優
- 8月22日 - 杉山知隆、元プロ野球選手
- 8月24日 - 瀬古由起子、政治家
- 8月26日 - 宮川俊二、フリーアナウンサー
- 8月27日 - 青木和代、俳優・声優
- 8月27日 - 田中星児、歌手（初代うたのおにいさん）
- 8月30日 - 二世茂山七五三、狂言師、人間国宝。
- 8月30日 - 三宅成幸、プロ野球選手
- 8月31日 - 大島弓子、漫画家
- 8月31日 - アニマル浜口、プロレスラー

### 9月
- 9月1日 - 川又三智彦、実業家
- 9月2日 - 中原誠、将棋棋士
- 9月2日 - 矢崎滋、俳優
- 9月5日 - 高山清司、ヤクザ
- 9月5日 - 武山百合子、政治家
- 9月6日 - 瀧野欣彌、元総務事務次官、内閣官房副長官
- 9月7日 - 末永正昭、元プロ野球選手
- 9月7日 - 藤田紀子、タレント
- 9月9日 - 弘兼憲史、漫画家
- 9月9日 - 道浦母都子、歌人
- 9月10日 - 石床幹雄、元プロ野球選手（+ 2004年）
- 9月10日 - 内田順三、元プロ野球選手
- 9月11日 - 泉ピン子、女優
- 9月11日 - 渡辺範彦、ギタリスト（+ 2004年）
- 9月17日 - 小坂敏彦、元プロ野球選手
- 9月17日 - ちあきなおみ、歌手
- 9月19日 - 平松政次、元プロ野球選手
- 9月19日 - 吉田万三、元足立区長
- 9月20日 - 小田和正、歌手
- 9月21日 - 桂ざこば (2代目)、落語家
- 9月22日 - 谷沢健一、元プロ野球選手（中日）・野球解説者
- 9月24日 - 山岸凉子、漫画家
- 9月25日 - 弦哲也、作曲家
- 9月28日 - 金田誠一、政治家
- 9月28日 - 鈴木啓示、元プロ野球選手、元プロ野球監督、野球解説者
- 9月28日 - 千藤三樹男、元プロ野球選手
- 9月28日 - 中川智子、政治家
- 9月30日 - 加藤千洋、ジャーナリスト
- 9月30日 - 瀬尾一三、音楽プロデューサー

### 10月
- 10月1日 - 神和住純、プロテニス選手
- 10月8日 - 龍反町、元プロボクサー
- 10月9日 - 中村泰久、天文学者
- 10月11日 - 糸数慶子、政治家
- 10月12日 - 尾崎亀重、元プロ野球選手
- 10月12日 - 山根一眞、ジャーナリスト、ノンフィクション作家
- 10月15日 - 池上昌弘、騎手、調教師
- 10月19日 - 藤田平、元プロ野球選手・元プロ野球監督・野球解説者
- 10月20日 - 鵜飼克雄、元プロ野球選手
- 10月20日 - 大谷泰雄、プロ野球選手
- 10月21日 - 蛭子能収、漫画家・タレント
- 10月24日 - 小野寺重之、元野球選手
- 10月24日 - 島英二、ミュージシャン（ザ・ワイルドワンズ等）
- 10月25日 - 大和田伸也、俳優
- 10月26日 - 小山正、プロ野球選手
- 10月26日 - 北方謙三、作家
- 10月26日 - 渡辺弘基、元プロ野球選手
- 10月28日 - 清水義範、小説家
- 10月30日 - 古屋哲美、プロ野球選手
- 10月31日 - 江田幸一、プロ野球選手
- 10月31日 - 川北亮司、作家

### 11月
- 11月3日 - 皆川康夫、元プロ野球選手
- 11月4日 - 西田敏行、俳優
- 11月5日 - 片岡新之介、元プロ野球選手
- 11月5日 - 金子準一、プロ野球選手
- 11月6日 - 丁宗鐵、医師
- 11月6日 - 広瀬正志、声優
- 11月7日 - 福本豊、元プロ野球選手、野球解説者
- 11月8日 - 尾高忠明、指揮者
- 11月10日 - タッド岡本、プロボクサー
- 11月12日 - 太田治子、小説家
- 11月17日 - 萩原康弘、元プロ野球選手
- 11月18日 - 森進一、演歌歌手
- 11月18日 - 森本太郎、ミュージシャン（ザ・タイガース等）、音楽プロデューサー
- 11月19日 - 水谷実雄、元プロ野球選手
- 11月20日 - 上甲秀男、プロ野球選手
- 11月23日 - 坂井利郎、テニス選手
- 11月23日 - 岡留安則、月刊誌編集長、ジャーナリスト（+2019年)
- 11月25日 - 坂井隆憲、政治家（+ 2017年）
- 11月26日 - 牛若丸原田、プロボクサー（+ 2016年）
- 11月28日 - 藤本和宏、元プロ野球選手
- 11月28日 - 渡辺篤史、俳優
- 11月29日 - 沢木耕太郎、作家

### 12月
- 12月1日 - 根津甚八、俳優（+ 2016年）
- 12月2日 - 桑原幸子、女優（+ 2022年）
- 12月3日 - 今いくよ、漫才師（+ 2015年）
- 12月3日 - 松あきら、政治家・女優
- 12月3日 - 山内新一、元プロ野球選手
- 12月4日 - 安田好弘、弁護士
- 12月8日 - 別所キミヱ、パラ卓球選手
- 12月6日 - 冨松彰、宇宙物理学者
- 12月9日 - 安彦良和、アニメデザイナー・漫画家
- 12月11日 - スピリット百瀬、マジシャン（+ 2020年）
- 12月13日 - 藤井秀人、日本政策投資銀行副社長・副総裁、財務事務次官
- 12月13日 - 山上たつひこ、漫画家・小説家
- 12月14日 - シー・ユー・チェン、実業家
- 12月15日 - 立松和平、作家（+ 2010年）
- 12月17日 - 今野東、政治家（+ 2013年）
- 12月18日 - 赤嶺政賢、政治家
- 12月18日 - 池田理代子、漫画家
- 12月18日 - 布施明、歌手
- 12月18日 - 森安敏明、元プロ野球選手（+ 1998年）
- 12月20日 - 大矢明彦、元プロ野球選手・元プロ野球監督・野球解説者
- 12月21日 - 黒田正宏、元プロ野球選手
- 12月21日 - 若井小づえ、漫才師（若井小づえ・みどり）（+ 1999年）
- 12月22日 - 塚原光男、元体操競技選手
- 12月24日 - 柏木由紀子、女優
- 12月25日 - 加藤純子、児童文学作家
- 12月26日 - 大河原邦男、メカニックデザイナー
- 12月29日 - 松枝佳宏、新社会党委員長

### 月日不明
- 杉田あけみ、経済学者

## 死去
- 1月5日 - 永野修身、日本海軍軍人（* 1880年）
- 1月9日 - 掛谷宗一、数学者（* 1886年）
- 1月10日 - 織田作之助、小説家（* 1913年）
- 1月19日 - 石原純、理論物理学者（* 1881年）
- 3月4日 - 尼ヶ嵜清吉、元力士（*1871年）
- 3月21日 - 中野武二、野球選手（* 1884年）
- 4月7日 - 直木松太郎、野球スコアブック考案者（* 1887年）
- 5月20日 - 北野恒富、日本画家（* 1880年）
- 6月23日 - 黒沢俊夫、プロ野球選手（* 1914年）
- 7月13日 - 野口米次郎、英詩人（* 1875年）
- 7月30日 - 幸田露伴、小説家（* 1867年）
- 8月13日 - 伊波普猷、民族学者・啓蒙家（* 1876年）
- 9月14日 - 中村大三郎、日本画家（* 1898年）
- 9月25日 - 清水澄、法学博士・枢密院議長（* 1868年）
- 9月30日 - 四代目柳家小さん、落語家
- 10月25日 - 泉二新熊、裁判官・刑法学者（* 1876年）
- 11月12日 - 山本達雄、政治家・第5代日本銀行総裁（* 1856年）
- 11月19日 - 高勢実乗、俳優（* 1897年）
- 12月6日 - 小林萬吾、洋画家（* 1870年）
- 12月21日 - 島田俊雄、政治家、元衆議院議長（* 1877年）
- 12月30日 - 横光利一、小説家（* 1898年）